# Janusz Kotliński
Pour les articles homonymes, voir Kotliński.
Janusz Kotliński (né le 19 décembre 1946 à Łódź) est un coureur cycliste polonais. Spécialiste de la piste, il a notamment été champion du monde de tandem avec Benedykt Kocot en 1976.

## Biographie
Benedykt Kocot est un spécialiste des disciplines du sprint sur piste dans les années 1970. Entre 1967 et 1979, il est septuple champion de Pologne de vitesse et neuf fois Champion de Pologne de tandem. 
En 1975 et 1976, il est champion du monde de tandem, avec Benedykt Kocot. Cependant, en 1975, le duo est disqualifié, pour non-présentation au contrôle antidopage. Kotliński a également participé au tournoi de vitesse amateurs aux championnats du monde et a atteint les 1/8e de finale à trois reprises.

## Palmarès

### Championnats du monde
- Liège 1975
  -  Champion du monde de tandem (avec Benedykt Kocot)[2]
- Lecce 1976
  -  Champion du monde de tandem (avec Benedykt Kocot)
- San Cristóbal 1977
  - 4e du tandem

### Championnats nationaux
- Champion de Pologne de vitesse en 1969, 1970, 1971, 1973, 1974, 1975 et 1978
- Champion de Pologne de tandem en 1967, 1970, 1973, 1974, 1975, 1976, 1977, 1978, 1979